# 냐짱 해양학연구소

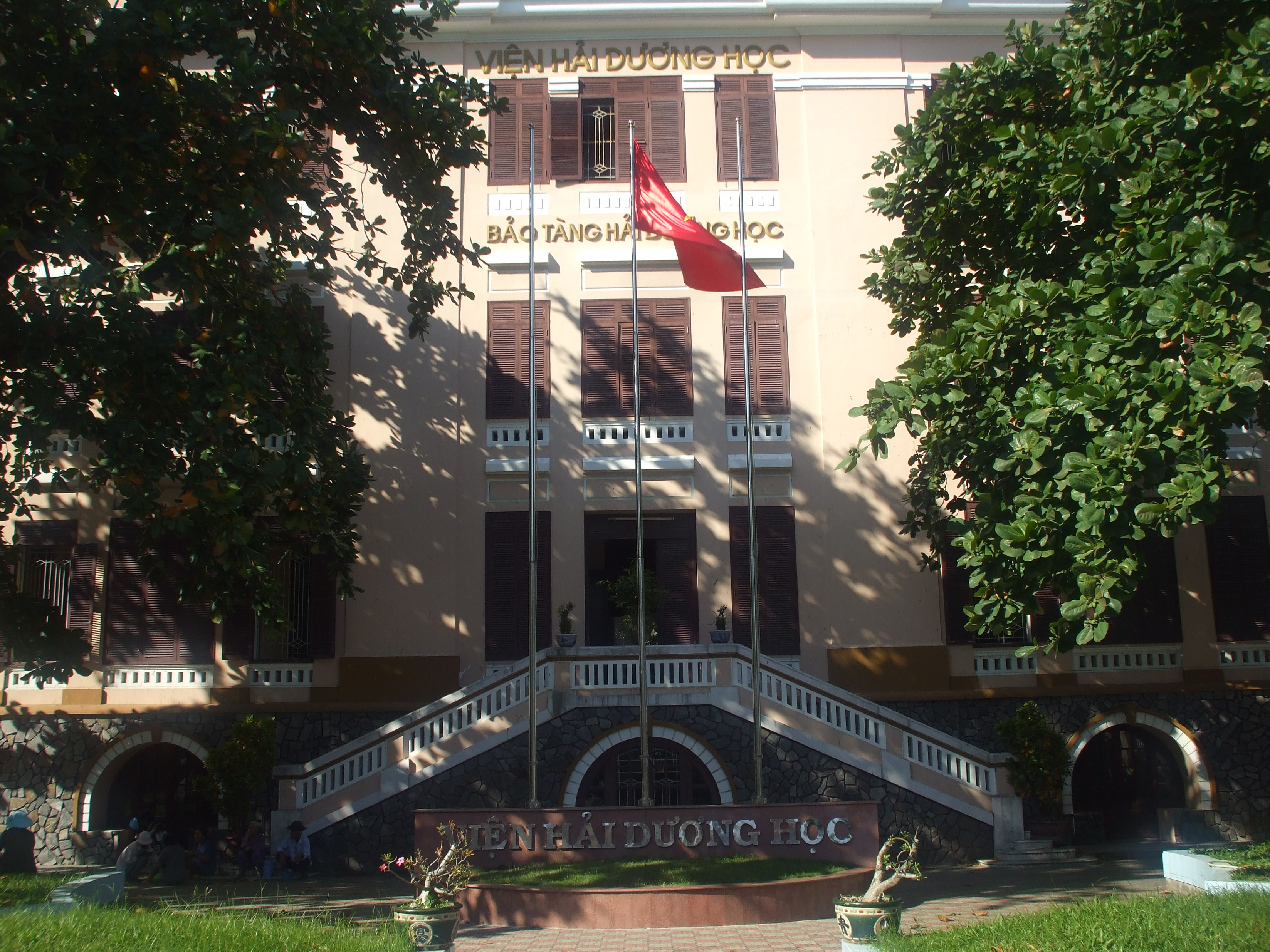
냐짱 해양학 연구소

냐짱 해양학 연구소(Nha Trang Oceanography Institute)는 베트남 카인호아성 냐짱 중심지에서 약 6km 떨어진 꺼우다 부두 옆에 위치한 꺼우다 거리의 해양학 연구소다. 1923년에 설립된 이곳은 베트남 최초의 과학 연구 센터 중 하나였으며, 열대 해양학 연구에 중요한 곳이다. 설립 이후, 해양 생물 다양성에 관한 62.6%, 해양 물리학 11.6%, 생태와 환경에 관한 7.6%, 해양 지질학에 관한 5.4%, 해양 화학과 생화학에 관한 4.4%로 구성된 약 1,100개의 과학 연구를 발표하였다.
해양 동물 박물관은 2만 마리 이상의 바다와 민물 생물이 있는 근처에 위치해 있다.